# 小田原錦通り商店街
小田原錦通り商店街（おだわらにしきどおりしょうてんがい）は、神奈川県小田原市栄町にある商店街である。

## 概説
小田原駅や小田原城にほど近い小田原市の中心市街地に位置する。
正式名称は「小田原錦通り商店街協同組合」であるが、通称は「錦通り」もしくは「錦通り商店街」と呼ばれている。1964年（昭和39年）4月に共同事業を行うために設立された法人格を持った商店街である。
営業する商店及び施設は、金融機関（みずほ銀行、横浜銀行）、飲食店、喫茶店、生活店、理髪店など多岐にわたる。商店街入口には、小スペース「北條ポケットパーク」があり猿まわしなどの催し物が行わるほか、冬期にはイルミネーションも行っている。有名な店舗としては、おそばの寿庵がある。このほか商店街の中で全国チェーン展開している店は、ローソン、KENJE美容室、和民、わたみんち、ドトールコーヒー、メガネスーパー、リトルマーメイド、日高屋、シャノアールなどがある。
2014年（平成26年）4月21日には組合設立50周年を記念して、商店街のマスコットキャラクター「ニッキー」のデビューイベントが行われた。ニッキーはこの日、小田原市民として特別住民票が市長から交付された。誕生日である4月21日は「錦通り・ニッキーの日」として一般社団法人、日本記念日協会から記念日として登録された。

## 主な周辺施設

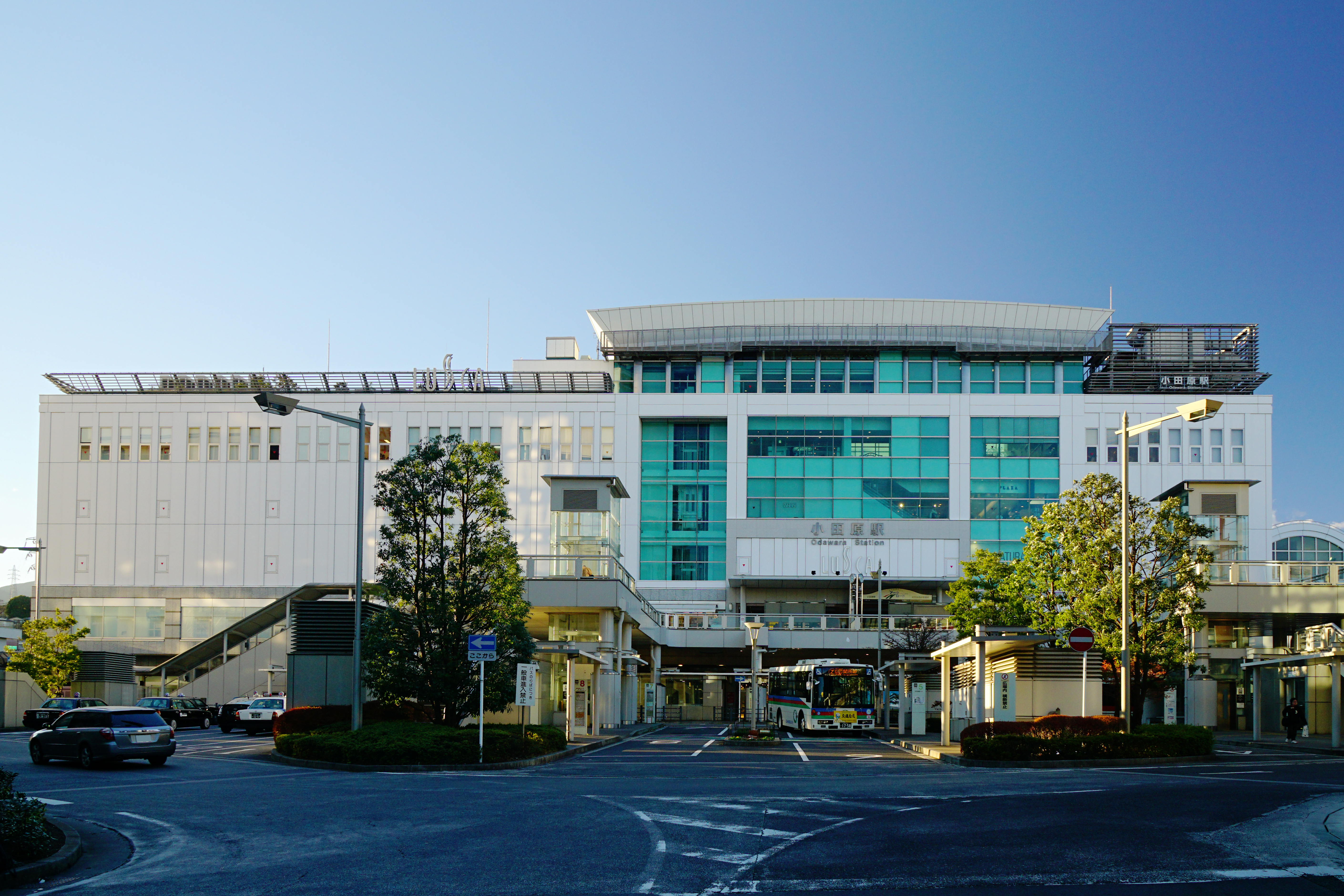
小田原駅

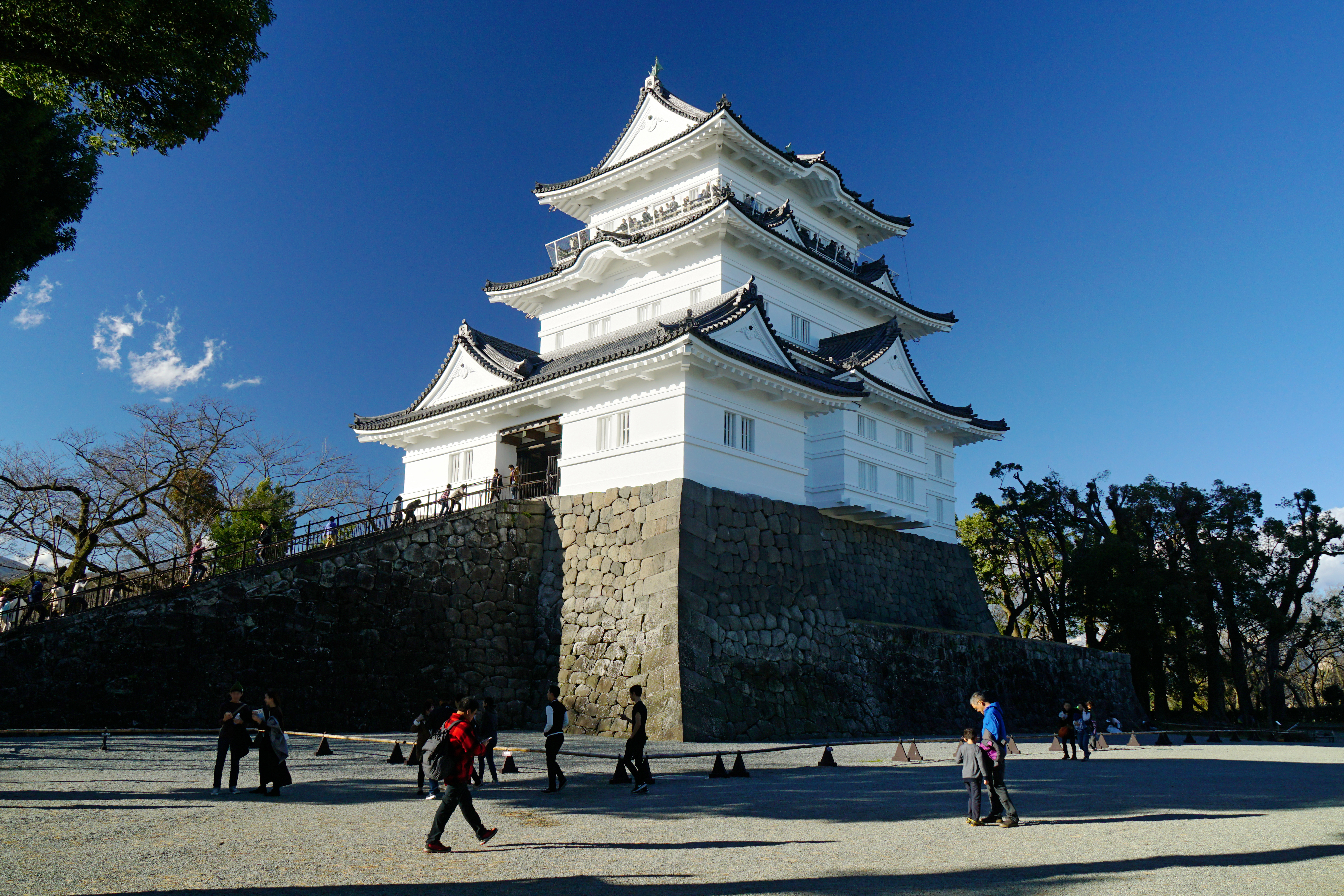
小田原城

### 交通
- 小田原駅 - 徒歩数分
- 国道255号

#### 観光
- 小田原城址公園
  - 小田原城天守閣
  - 小田原城歴史見聞館
  - 小田原市郷土文化館
  - 小田原市立図書館
- 小田原文学館
- 白秋童謡館

#### 商業施設
- ダイヤ街商店街
  - EPO小田原
    - 無印良品
    - 西友
    - リブロ

  - アプリ
    - アニメイト小田原店
    - タワーレコード
    - マツモトキヨシ
    - ヴィレッジヴァンガード

  - 長崎屋（現在はドン・キホーテとして営業中。）
- 駅前通り
- おしゃれ通り商店街
- お堀端通り商店街
  - Odakyu OX
- 栄通り商店街
- 竹の花通り
- 大工町通り
- 国際通り商店街
- 小田原ラスカ（駅ビル）
  - 三越
  - 有隣堂
  - 成城石井
- 小田原地下街 HaRuNe小田原